# Gintaras Linas Grušas

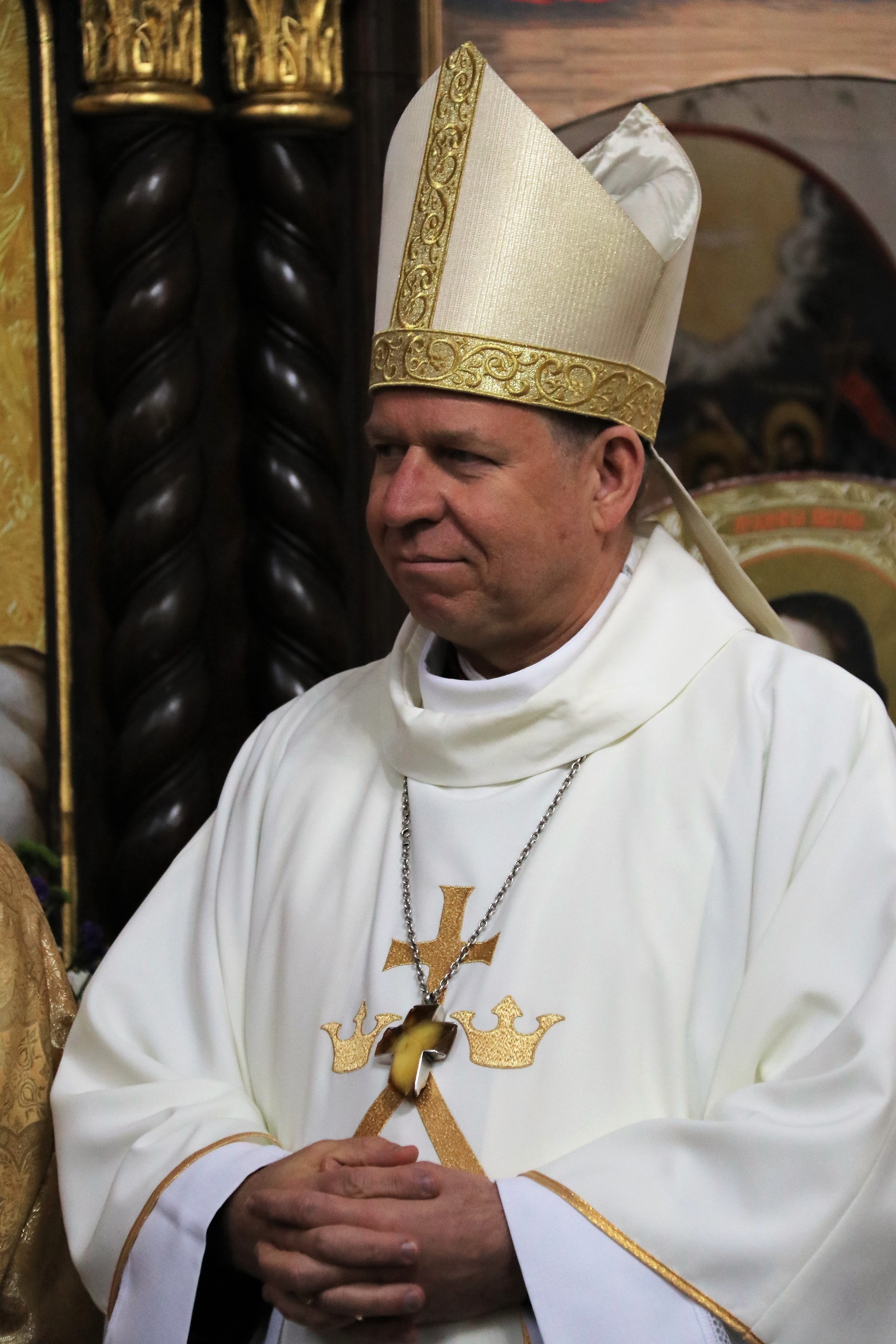
Gintaras Grušas (2017)

Wappen von Gintaras Linas Grušas.

Gintaras Linas Grušas (* 23. September 1961 in Washington, D.C., USA) ist ein litauischer Geistlicher und römisch-katholischer Erzbischof von Vilnius.

## Leben
Der Erzbischof von Vilnius, Audrys Juozas Bačkis, weihte ihn am 25. Juni 1994 zum Priester. Von 2001 bis 2003 war Grušas Regens des Priesterseminars Vilnius.
Papst Benedikt XVI. ernannte ihn am 19. Juni 2010 zum Militärordinarius von Litauen. Die Bischofsweihe spendete ihm der Erzbischof von Vilnius, Audrys Juozas Kardinal Bačkis, am 4. September desselben Jahres; Mitkonsekratoren waren Eugenijus Bartulis, Bischof von Šiauliai, und Sigitas Tamkevičius SJ, Erzbischof von Kaunas. Neben seiner Tätigkeit als Militärordinarius übte Grušas zudem die Funktion des Generalsekretärs der Litauischen Bischofskonferenz aus.
Papst Franziskus ernannte ihn am 5. April 2013 zum Erzbischof von Vilnius. Am 9. Juni 2014 berief ihn Papst Franziskus zum Mitglied der Kleruskongregation. Am 28. Oktober 2014 wurde er zum Vorsitzenden der Litauischen Bischofskonferenz gewählt. Am 13. Juli 2016 wurde er Mitglied des Kommunikationssekretariats (heute: Dikasterium für die Kommunikation) der Römischen Kurie.
Seit 2021 ist Grušas Präsident des Rats der europäischen Bischofskonferenzen.